# Ga hành chính phức hợp
Ga Hành chính phức hợp (tiếng Hàn: 합동청사역; Hanja: 合同廳舍驛) là một ga của Tàu đệm từ sân bay Incheon ở Unseo-dong, Jung-gu, Incheon, Hàn Quốc.

## Bố trí ga
| ↑ Bãi đỗ xe dài hạn |
| \| Hướng lên        |
| Paradise City ↓     |

| Hướng lên   | ● Tàu đệm từ sân bay Incheon | ← Hướng đi Nhà ga 1 sân bay Quốc tế Incheon |
| Hướng xuống | ● Tàu đệm từ sân bay Incheon | → Hướng đi Yongyu →                         |